# Harmagedon

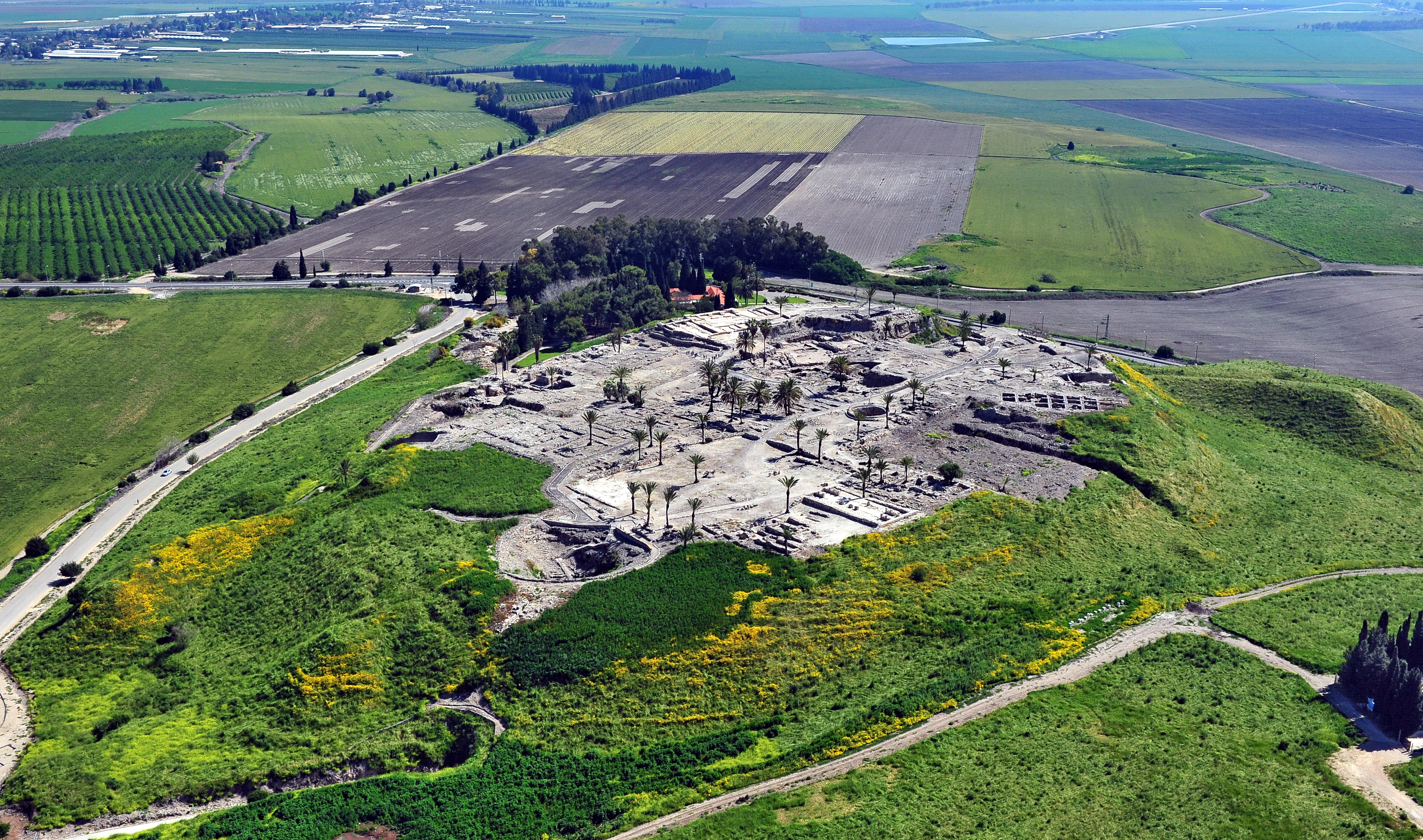
Megiddo

Harmagedon (sannolikt hebreiska: "Megiddos berg") på Jezreelslätten i norra Israel är enligt Uppenbarelseboken 16:16 i Nya Testamentet platsen där de världsliga kungarna under demoniskt ledarskap utkämpar den slutliga striden mot Guds krafter. Harmagedon förekommer bara en gång i Bibeln. Staden Megiddo låg vid ett pass längs en väg som förband Egypten och Syrien och staden valdes antagligen som platsen för slutstriden eftersom många strider utkämpats nära Megiddo på grund av dess strategiska läge.
Termen Harmagedon eller Armageddon har använts för att hänvisa till en överhängande katastrofal kamp mellan styrkor av gott och ont. Termen har också använts för att beskriva ett eventuellt kärnvärldskrig.